# Scypio (herb szlachecki)

Scypio

Scypio II

Scypio (Scypion, Scipio, Laski) – polski herb szlachecki, pochodzenia włoskiego.

## Opis herbu
Herb znany przynajmniej w dwóch wariantach. Opisy z wykorzystaniem tradycyjnych zasad blazonowania:
Scypio I (Scypion, Scipio, Laski): W polu czerwonym cztery laski błękitne, dwie w skos, równoległe, dwie w lewy skos równoległe, skrzyżowane i przeplecione. Klejnot: nad hełmem w koronie pelikan srebrny na gnieździe, karmiący pisklęta krwią z rozdartej piersi. Labry czerwone podbite błękitnym.
Scypio II (Scipio): Pole jest srebrne, labry błękitne, podbite srebrem.

## Najwcześniejsze wzmianki
Wariant I przytoczony po raz pierwszy przez Kojałowicza (XVII wiek), za którym informację powtórzył Kasper Niesiecki. W obu wariantach herb przytoczył Juliusz Karol Ostrowski (wariant II za herbarzem galicyjskim).

## Rodzina Scypio
Rodzina Scipio del Campo przybyła do Polski w osobie Piotra w 1518. Był on marszałkiem dworu królowej Bony. Z dwóch jego synów jeden, Fabrycy, wrócił do Włoch, zaś drugi osiadł na Litwie, w dobrach Kudrawka. Jego potomkowie służyli w wojsku Rzeczypospolitej oraz pełnili urzędy ziemskie na Litwie i w Inflantach aż do czasów rozbiorów.

### Legenda herbowa
Według Niesieckiego, herb ten zawiera cztery laski na pamiątkę czterech wodzów rzymskich o imieniu Scypion: Scypion Afrykański Starszy, Scypion Afrykański Młodszy, Lucjusz Scypion Azjatycki, Scypion Nasica.

## Herbowni
Ponieważ herb Scypio był herbem własnym, przysługiwać powinien tylko jednej rodzinie herbownych:
Scypio (Scipio, Scypion) del Campo.
Jednakże Herbarz orszański przypisuje ten herb także litewskiej rodzinie Szczerbiński (Ščerbinskas). Okoliczności nabycia przez nich herbu własnego Scypionów nie są jasne. Z rodziny tej jako pierwszy w źródłach występuje w 1697 Jerzy, syn Jana, właściciel dóbr Kaszyno.

### Znani herbowni
- Członkowie rodziny Scipio del Campo